# Majuro
Majuro ([maˈd͜ʒuːro], marshallesisch Mājro) ist die Hauptstadt der Marshallinseln. Sie liegt auf dem aus 64 Inseln bestehenden gleichnamigen Majuro-Atoll. Der größte Teil der Bevölkerung konzentriert sich dort auf das Gebiet Delap-Uliga-Darrit, das auf den Landflächen der Inseln Delap, Uliga und Darrit liegt.
Von einigen, hauptsächlich deutschsprachigen Quellen wird fälschlicherweise auch der Inselverbund Delap-Uliga-Darrit als „Hauptstadt der Marshallinseln“ bezeichnet.

## Geographie

### Insel Darrit
Auf der nördlichen Insel Darrit, die von den Marshallern meist Rita genannt wird, befinden sich die wichtigsten Regierungsgebäude, Kirchen, Banken und Behörden. Der marshallische Präsident amtiert in einer modernen Residenz im Nordteil von Rita.

### Insel Uliga

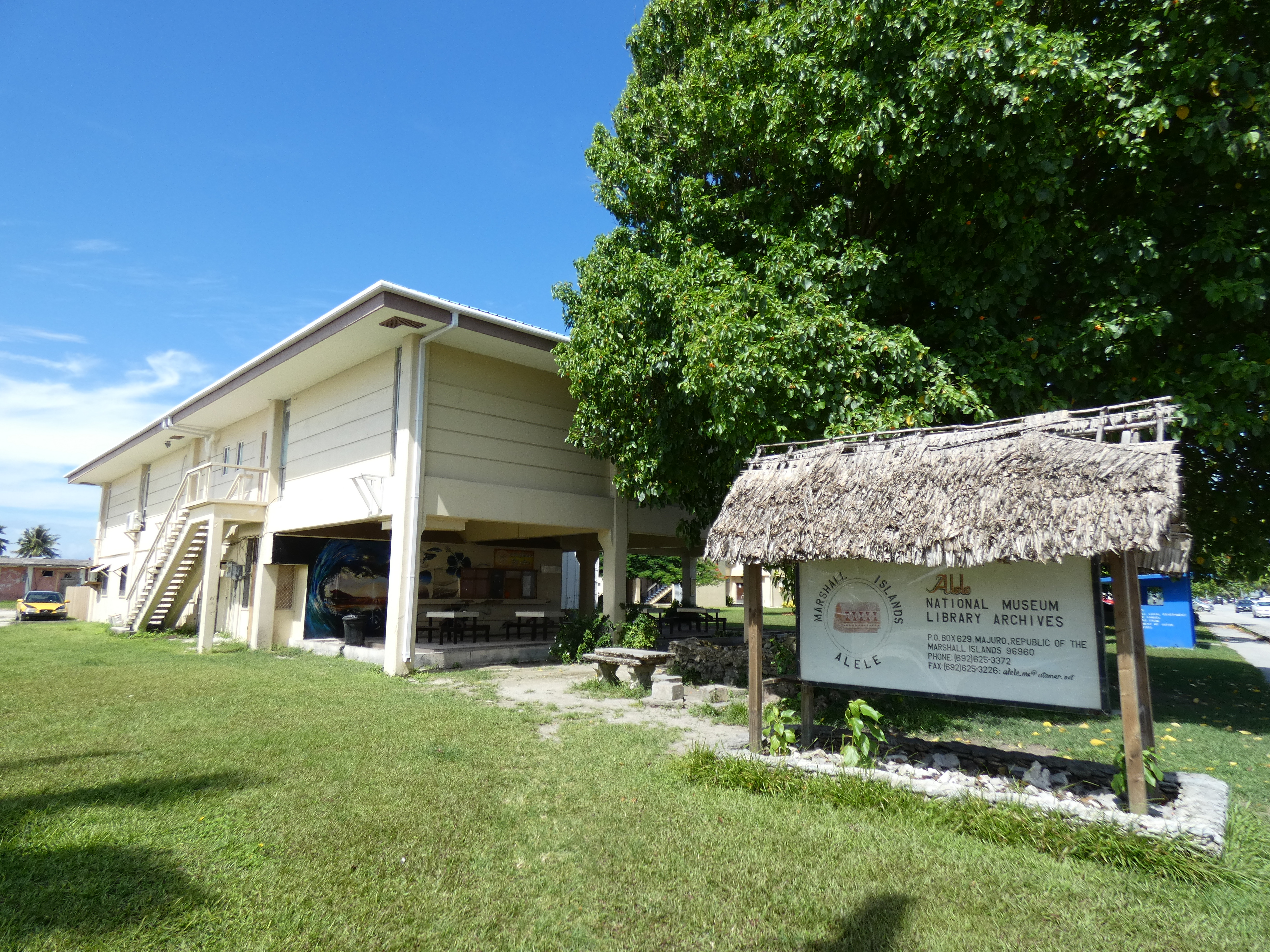
Alele Museum & Public Library, Außenansicht

Auf der zentralen Insel Uliga steht das kleine, aber bedeutende Alele National Museum mit einer Sammlung der typisch marshallischen Stabkarten, Fotografien eines Marshallesen mit portugiesischen Vorfahren, die noch aus der Kolonialzeit stammen, und einer übersichtlichen Ausstellung zum Thema Korallenriffe. Neben einem kleinen Laden, der Andenken, T-Shirts und Bücher verkauft, beherbergt der Museumskomplex auch noch das Nationalarchiv und die Nationalbibliothek der Marshallinseln.
Uliga ist der betriebsamste Teil der Hauptstadt; hier finden sich von Geschäften, Läden und Büros gesäumte Straßen, die fast großstädtisch erscheinen mögen, ist doch die Bevölkerungsdichte auf dem Majuro-Atoll so hoch wie die der Millionenstadt Hongkong. Uliga ist Sitz des Majuro Courthouse sowie der Exilverwaltungen der evakuierten Atolle Bikini und Rongelap.

### Insel Delap

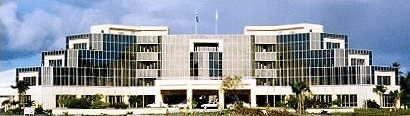
Das Capitol

Auf der südlichen Insel Delap liegt das moderne, aus Glas und Granit erbaute Capitol Building, in dem sich Parlament und Kabinett befinden. Außerdem gibt es auf Delap eine Kopra- und eine Seifenfabrik, die besichtigt werden können. In Majuro finden sich neben einem Sportzentrum mit Stadion auch einige Hotels und Gasthäuser, ein großes Bowling-Center, Restaurants und ein Kino mit aktuellem Programm.
Zu Delap gehören noch vier kleinere Motus, Biggariat und Eniligere (zwischen Delap und Uliga im Norden), sowie Utwe und Enirak (zwischen Delap und Rairok im Westen).

### Insel Rairok

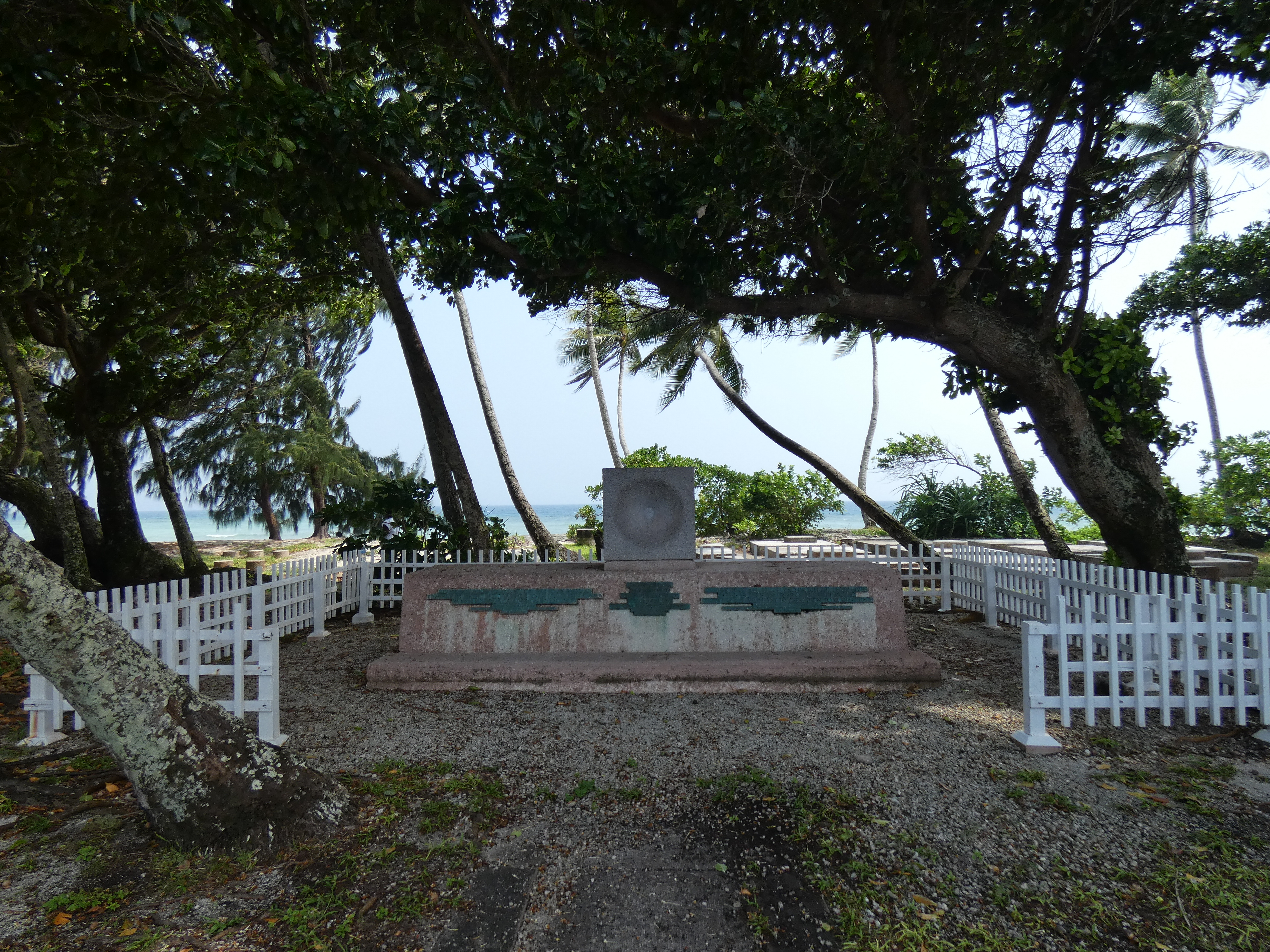
Peace Memorial Park, Denkmal

Westlich von Delap schließt die Insel Rairok an. Zu ihr gehören die Inseln Anenelibw und Lokojbar, auf denen der internationale Flughafen angelegt wurde. Nahe dem Flughafen befindet sich der Peace-Memorial-Park, welcher an die japanische Okkupation der Inseln mit einem Denkmal und Grünanlagen erinnert. 

### Insel Laura

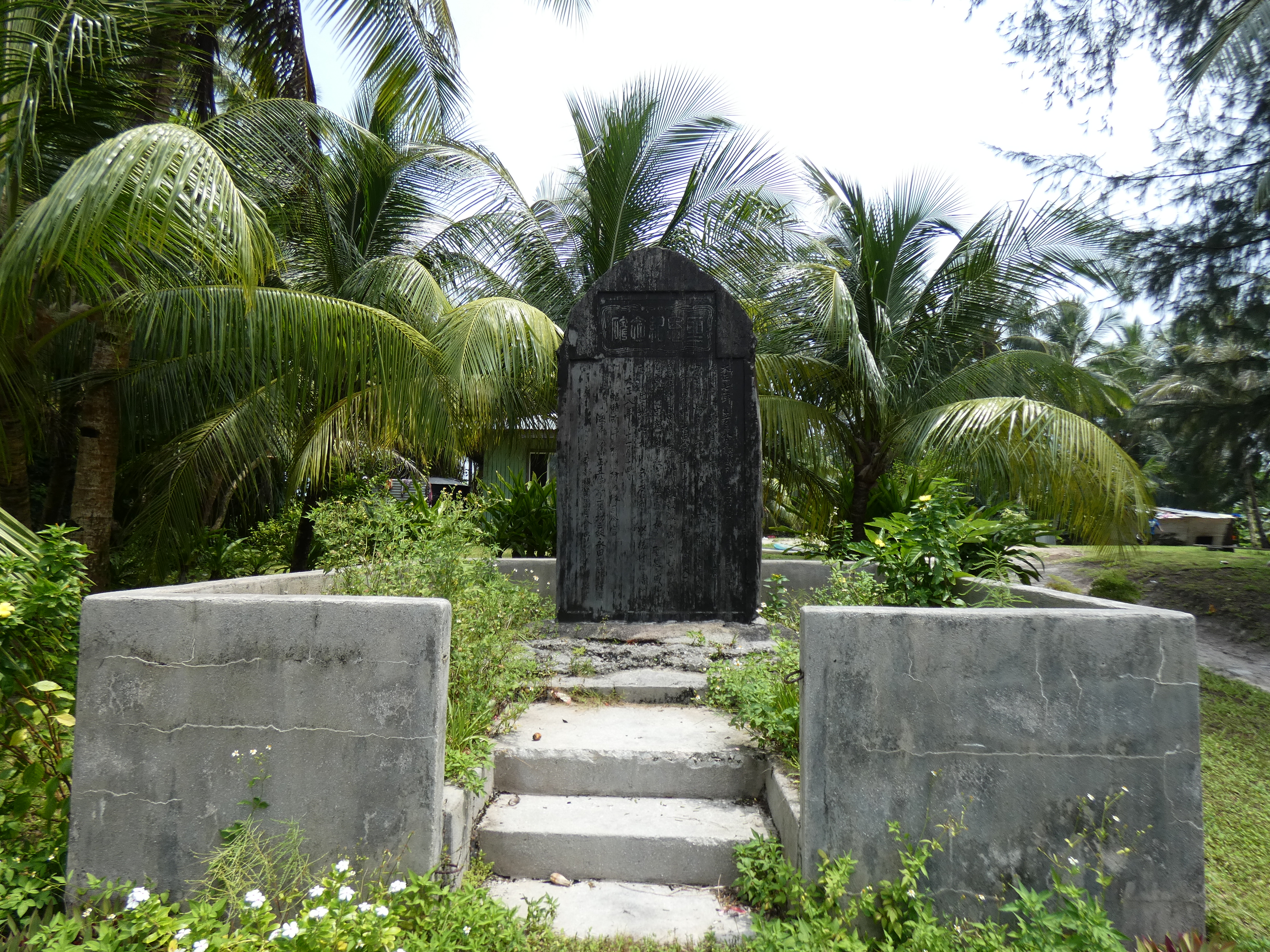
Denkmal für die Opfer des großen Wirbelsturms 1918 in Laura

Die Insel Laura im Westen des Atolls ist mit drei Metern über dem Meeresspiegel die am höchsten gelegene des Atolls. Dort endet die aus Darrit ankommende Straße bzw. beginnt die nach Darrit führende Straße. 
Ein Denkmal, ein schlichter Block aus Naturstein mit japanischen Inschriften, ist den Opfern des großen Wirbelsturms im Jahre 1918 gewidmet. Es befindet sich im Ort Laura.
Laura ist das Zentrum der landwirtschaftlichen Produktion auf dem Atoll.

## Bevölkerung
Im Jahr 2009 lebten im städtischen Zentrum Majuro 19.418 Einwohner. Das letzte Volkszählungsergebnis vom 1. Juni 1999 lautete 15.486 Einwohner für das Hauptstadtgebiet (Delap-Uliga-Darrit).
Im Jahr 2011 lebten auf dem Majuro-Atoll und damit in der gesamten Gemeinde Majuro 27.797 Einwohner, was 45 % der Bevölkerung der Marshallinseln entsprach. Seitdem ging die Bevölkerung auf 23.327 Bewohner (Stand 2021) zurück.

## Geschichte
Nachdem Japan bis zum Zweiten Weltkrieg (1944) das Majuro-Atoll besetzt hatte, eroberten die Amerikaner es und verlegten den Verwaltungssitz vom Jaluit-Atoll nach Majuro, das seit der Unabhängigkeit der Marshallinseln 1986 die Hauptstadt ist.
Seit den 1960er Jahren flaggten die Reedereien der USA und anderer Staaten immer mehr Schiffe aus. Viele dieser Schiffe wurden seit 1988 im Schiffsregister von Majuro registriert, das von den USA aus verwaltet wird, und fahren unter der Flagge der Marshallinseln.

## Klima
|                       | Jan  | Feb  | Mär  | Apr  | Mai  | Jun  | Jul  | Aug  | Sep  | Okt  | Nov  | Dez  |   |      |
| Mittl. Tagesmax. (°C) | 29,4 | 29,7 | 29,8 | 29,8 | 29,9 | 29,9 | 29,8 | 30,1 | 30,2 | 30,2 | 30,0 | 29,6 | ⌀ | 29,9 |
| Mittl. Tagesmin. (°C) | 24,7 | 24,8 | 24,8 | 24,7 | 24,8 | 24,6 | 24,5 | 24,6 | 24,6 | 24,6 | 24,6 | 24,6 | ⌀ | 24,7 |
|                       |      |      |      |      |      |      |      |      |      |      |      |      |   |      |
| Niederschlag (mm)     | 214  | 156  | 210  | 261  | 284  | 294  | 330  | 293  | 316  | 352  | 325  | 301  | Σ | 3336 |
|                       |      |      |      |      |      |      |      |      |      |      |      |      |   |      |
| Sonnenstunden (h/d)   | 7,2  | 7,7  | 8,2  | 7,3  | 7,3  | 7,0  | 7,0  | 7,5  | 7,3  | 6,6  | 6,4  | 6,4  | ⌀ | 7,2  |
|                       |      |      |      |      |      |      |      |      |      |      |      |      |   |      |
| Regentage (d)         | 14   | 12   | 15   | 17   | 20   | 21   | 21   | 21   | 29   | 21   | 20   | 19   | Σ | 230  |
|                       |      |      |      |      |      |      |      |      |      |      |      |      |   |      |
| Wassertemperatur (°C) | 27   | 27   | 27   | 27   | 27   | 27   | 27   | 28   | 28   | 28   | 28   | 27   | ⌀ | 27,3 |
|                       |      |      |      |      |      |      |      |      |      |      |      |      |   |      |
| Luftfeuchtigkeit (%)  | 78   | 77   | 79   | 81   | 82   | 81   | 81   | 79   | 79   | 79   | 80   | 80   | ⌀ | 79,7 |

| 24,7 |

| 24,8 |

| 24,8 |

| 24,7 |

| 24,8 |

| 24,6 |

| 24,5 |

| 24,6 |

| 24,6 |

| 24,6 |

| 24,6 |

| 24,6 |

| 24,7 |

| 24,8 |

| 24,8 |

| 24,7 |

| 24,8 |

| 24,6 |

| 24,5 |

| 24,6 |

| 24,6 |

| 24,6 |

| 24,6 |

| 24,6 |

## Partnerstädte
- Taipei, Republik China (Taiwan)
- Nara, Japan
- Guam, USA (1973)
- Shashi, Volksrepublik China

## Söhne und Töchter der Stadt
- Ann-Marie Hepler (* 1996), Schwimmerin